# Herbert Bouffler
Herbert Clifford Bouffler  (Hackney, Londres, 16 de febrer de 1881 – ?) va ser un ciclista anglès, que va prendre part en els Jocs Intercalats i als Jocs Olímpics de 1908.
Va guanyar la medalla de plata a la prova de velocitat dels Jocs Intercalats a Atenes per darrere de l'italià Francesco Verri.